# Спортул Студенцеск
«Спортул Студенцеск» (рум. Fotbal Club Sportul Studenţesc Bucureşti) — румынский футбольный клуб из Бухареста, выступающий в Лиге II.

## История
Клуб основан в 1916 году. Серебряный призёр чемпионата Румынии — 1986. Трёхкратный бронзовый призёр чемпионата Румынии — 1940, 1983, 1985. Трёхкратный финалист Кубка Румынии — 1939, 1943, 1979. В 1976 году команде представилась возможность выиграть свой первый турнир — Балканский Кубок, однако в финале «Спортул» уступил по сумме двух матчей загребскому «Динамо» (1:3 и 2:3). Успех в этом турнире пришёл через три года, когда клуб победил в финале другой клуб из Югославии — «Риеку» (2:0 и 1:1). Команда дебютировала в еврокубках в сезоне 1976/77 в Кубке УЕФА в матчах против греческого «Олимпиакоса» (3:0 и 1:2). Все свои 20 матчей в еврокубках клуб провёл в Кубке УЕФА и наибольшего успеха достиг в сезоне 1987/88, дойдя до 1/8 финала, где уступил итальянскому клубу «Эллас Верона» (1:3 и 0:1). Среди известных игроков, игравших за «Спортул», стоит отметить Георге Хаджи, который выступал за клуб на протяжении пяти сезонов (с 1983 по 1987 год) и забил 58 мячей в 107 матчах. Домашние матчи команда проводит на стадионе «Регие», вмещающем 12 000 зрителей.

## История наименований клуба
- Sporting Club Universitar (1916—1919)
- Sportul Studenţesc (1919—1946 и 1969-н. в.)
- Sparta Bucureşti (1946—1948)
- Clubul Sportiv Universitar (1948—1954)
- Ştiinţa Bucureşti (1954—1966)
- Politehnica Bucureşti (1966—1969)

## Выступления клуба в еврокубках
- 1R = первый раунд
- 2R = второй раунд
- 1/8 = 1/8 финала

| Сезон   | Турнир     | Раунд | Страна                              | Клуб         | Счёт                   |
| ------- | ---------- | ----- | ----------------------------------- | ------------ | ---------------------- |
| 1976-77 | Кубок УЕФА | 1R    | Флаг Греции (1822–1969 и 1975–1978) | Олимпиакос   | 3-0, 1-2               |
|         |            | 2R    | Флаг Германии                       | Шальке 04    | 0-1, 0-4               |
| 1983/84 | Кубок УЕФА | 1R    | Флаг Австрии                        | Штурм        | 1-2, 0-0               |
| 1984/85 | Кубок УЕФА | 1R    | Флаг Италии                         | Интер        | 1-0, 0-2               |
| 1985/86 | Кубок УЕФА | 1R    | Флаг Швейцарии                      | Ксамакс      | 0-3, 4-4               |
| 1986-87 | Кубок УЕФА | 1R    | Флаг Кипра (1960—2006)              | Омония       | 1-0, 1-1               |
|         |            | 2R    | Флаг Бельгии                        | Гент         | 0-3, 1-1               |
| 1987-88 | Кубок УЕФА | 1R    | Флаг Польши                         | Катовице     | 1-0, 2-1               |
|         |            | 2R    | Флаг Дании                          | Брондбю      | 0-3, 3-0 (по пен. 3-0) |
|         |            | 1/8   | Флаг Италии                         | Эллас Верона | 1-3, 0-1               |

## Достижения
- Серебряный призёр чемпионата Румынии (1): 1986
- Бронзовый призёр чемпионата Румынии (3): 1940, 1983, 1985
- Финалист Кубка Румынии (3): 1939, 1943, 1979
- Обладатель Балканского Кубка (1): 1980
- Финалист Балканского Кубка (1): 1976